# Partido de Carlos Tejedor
Carlos Tejedor es uno de los 135 partidos que componen la provincia argentina de Buenos Aires. Su ciudad cabecera es Carlos Tejedor. Recibe el nombre en homenaje a Carlos Tejedor, quien fue gobernador de la provincia de Buenos Aires.
Ocupa 3.933 km². Tiene una densidad de 3,1 hab./km².

## Población
| Población | 11.525 | 15.280  | 13.278  | 12.499 | 12.794 | 12.229 | 11.539 | 11.570 | 14.079 |
| Variación | -      | +32,58% | -13,10% | -5,86% | +2,36% | -4,41% | -5,64% | +0,26% | +21,7% |

## Santo Patrono
- San Juan Crisóstomo: el 13 de septiembre se celebra la Fiesta Patronal en la Parroquia que lleva su homónimo.

## Lista de intendentes desde 1983
| Intendente          | Mandato                                           | Partido | Partido | Alianza | Alianza |
| ------------------- | ------------------------------------------------- | ------- | ------- | ------- | ------- |
| Carlos Rivas        | 10 de diciembre de 1983 - 10 de diciembre de 1987 |         | UCR     |         | —       |
| Fernando Martínez   | 10 de diciembre de 1987 - 10 de diciembre de 1991 |         | UCR     |         | —       |
| Carlos Rivas        | 10 de diciembre de 1991 - 10 de diciembre de 1995 |         | UCR     |         | —       |
| Carlos Rivas        | 10 de diciembre de 1995 - 10 de diciembre de 1999 |         | UCR     |         | —       |
| Carlos Rivas        | 10 de diciembre de 1999 - 10 de diciembre de 2003 |         | UCR     | Alianza |         |
| Emilio Monzó        | 10 de diciembre de 2003 - 10 de diciembre de 2007 |         | PJ      |         | —       |
| María Celia Gianini | 10 de diciembre de 2007 - 10 de diciembre de 2011 |         | PJ      |         | FPV     |
| María Celia Gianini | 10 de diciembre de 2011 - 10 de diciembre de 2015 |         | PJ      |         | FPV     |
| Raúl Alejandro Sala | 10 de diciembre de 2015 - 10 de diciembre de 2019 |         | UCR     |         | CBA     |
| María Celia Gianini | 10 de diciembre de 2019 - 10 de diciembre de 2023 |         | PJ      |         | FdT     |
| María Celia Gianini | 10 de diciembre de 2023 - En el cargo             |         | PJ      | UP      |         |

## Localidades del partido
- Carlos Tejedor
- Tres Algarrobos
- Colonia Seré
- Timote
- Curarú

- Parajes
  - Colonia El Toro
  - Drysdale
  - Encina
  - Esteban de Luca
  - Hereford
  - Húsares
  - Ingeniero Beaugey
  - Marucha
  - Necol
  - Santa Inés